# 錫卡莫爾 (阿拉巴馬州)
锡卡莫尔（英語：Sycamore）是位於美國阿拉巴馬州塔拉迪加縣的一個非建制地區。該地的面積和人口皆未知。

## 地理
锡卡莫尔的座標為33°15′04″N 86°12′09″W / 33.25111°N 86.20250°W，平均海拔为165米（541英尺）。